# ТД (двигатели)
ТД, расшифровка Танковый двигатель — под аббревиатурой ТД подразумевается семейство (марка) танковых двигателей разработанных в конструкторском бюро на Харьковском заводе имени Малышева в Союзе ССР, в 1950-х годах.
Семейство двигателей для вооружения и военной техники представлено в ряде дизельных двигателей под названием: 6ТД — с 6-ю цилиндрами, 5ТД — с пятью цилиндрами, 3ТД — с тремя цилиндрами.

## Краткая история
Разработка двигателя марки ТД началась в 1954 году под руководством А. Д. Чаромского для среднего танка Т-64 на основе двигателя У-305.
Так появляется советский двигатель 4ТД. Это был рабочий двигатель, но с мощностью чуть более 400 лошадиных сил, чего было недостаточно, по мнению некоторых, для проектируемого основного танка. А. Д. Чаромский принимает решение поставить еще один цилиндр и получает 5ТД.
В январе 1957 года получен первый опытный образец двигателя.
В 1958 году двигатель 5ТД был впервые применён на Объекте 430.
После принятия на вооружение основного танка Т-64А встал вопрос о дальнейшем повышении его характеристик, поскольку новые западные основные танки, первой половины 1970-х годов, стали превосходить стоявшие на вооружении советские основные и средние танки по подвижности, основные работы велись в направлении совершенствования силовой установки. Из-за того, что двигатель 5ТДФ и так работал почти на пределе своих возможностей, дальнейшее его форсирование было на тот момент невозможно, поэтому для повышения мощности до 1 000 л. с. было предложено перейти к 6-цилиндровой схеме. Предложение получило одобрение в Министерстве оборонной промышленности Союза ССР. В 1975 году была начата опытная конструкторская работа на эту тему под руководством Н. К. Рязанцева в ХКБМ на заводе имени Малышева. 
В 1976 году был изготовлен первый опытный образец двигателя 6ТД-1, который прошёл чистовые и заводские испытания. В период с 1976 года по 1979 год были собраны три опытных танка «Объект 476». Боевые машины создавались на базе среднего танка Т-64А, однако использовали новую башню с улучшенными броневыми свойствами конструкции Н. А. Шомина. Кроме того, моторно-трансмиссионный отсек был переоборудован под установку двигателя 6ТД-1. Сейчас существуют модификации: 6ТД-1 (1 000 л.с.), 6ТД-1Р (1 000 л.с.), 6ТД-2Е (1 200 л.с.), 6ТД-3 (1 400 л.с.), предназначенные для установки на средние танки Т-80УД, Т-84, Т-64 «Булат» и другие. 6ТД и его модификации могут работать на различных видах топлива, в частности: дизельное топливо, бензин, керосин, топливо для реактивных двигателей — или их смеси в любой пропорции.

## Характеристики[3][4]
| Параметры                          | Двигатель       | Двигатель    | Двигатель    | Двигатель    | Двигатель       | Двигатель               | Двигатель                | Двигатель    | Двигатель                            | Двигатель     | Двигатель            | Двигатель       | Двигатель        | Двигатель        |
| ---------------------------------- | --------------- | ------------ | ------------ | ------------ | --------------- | ----------------------- | ------------------------ | ------------ | ------------------------------------ | ------------- | -------------------- | --------------- | ---------------- | ---------------- |
| Параметры                          | 3ТД-1           | 3ТД-2        | 3ТД-3/А      | 3ТД-4        | 5ТД             | 5ТДФ                    | 5ТДФМ                    | 5ТДФМА/1     | 6ТД-1                                | 6ТД-1Р        | 6ТД-2/Е              | 6ТД-3           | 6ТД-4            | 6ТД-5            |
| Год разработки                     | 1960-е          | 1960-е       | 1960-е       | 1960-е       | 1950-е          | 1960-е                  | 1972                     | 1980-е       | 1978                                 | 1980-е        | 1980-е               | 1980-е          | 2000-е           | 2000-е           |
| Год применения                     | 1990-е          | 1990-е       | 2000-е       | 2010-е       | 1958            | 1969                    | 1986                     | 2010-е       | 1980-е                               | 1990-е        | 2000-е               | 2010-е          | Не реализован    | Не реализован    |
| Применение                         | Автобусы БТР-80 | БТР-80 БМП-2 | БТР-4 M113   | БТР-4        | Объект 430 Т-64 | Т-64 Т-64А Т-64Б Т-64БВ | Т-64 Т-55 Т-64АГ Т-55АГМ | Т-72УА-1     | Т-64АМ Т-64БМ Т-80УД Т-72 Объект 476 | «БРЭМ-84»     | Т-84 Т-84 БМ «Оплот» | Т-84 БМ «Оплот» | Проект двигателя | Проект двигателя |
| Габариты, мм                       | 1231х955х581    | 1231х955х581 | 1182х955х581 | 1182х955х581 | 1413×955×581    | 1413×955×581            | 1413×955×581             | 1413×955×581 | 1602х955х581                         | 1602х1093х581 | 1602х955х581         | 1602х955х581    | 2100х1105х606    | 2100х1105х606    |
| Масса, кг                          | 850             | 850          | 800          | 800          | 1040            | 1040                    | 1040                     | 1040         | 1180                                 | 1220          | 1180                 | 1220            | 1900             | 1900             |
| Давление наддува, МПа              | 0,18            | 0,24         | 0,31         | 0,36         | 0,24            | 0,24                    | 0,24                     | 0,24         | 0,185                                | 0,185         | 0,226                | 0,26            | 0,29             | 0,35             |
| Удельный расход воздуха, кг/с      | 0,45            | 0,70         | 0,80         | 0,95         | 1,2             | 1,21                    | 1,4                      | 1,75         | 1,55                                 | 1,55          | 1,85                 | 2               | 2,5              | 3                |
| Оборотов в минуту                  | 2600            | 2600         | 2600         | 2600         | 3000            | 2800                    | 2800                     | 2850         | 2800                                 | 2800          | 2600                 | 2800            | 2450             | 2800             |
| Удельный расход топлива, г/ л.с.-ч | 165             | 165          | 165          | 165          | 175             | 178                     | 165                      | 153          | 158                                  | 158           | 155                  | 160             | 155              | 186              |
| Рабочий объём, л.                  | 8,15            | 8,15         | 8,15         | 8,15         | 13,6            | 13,6                    | 13,6                     | 13,6         | 16,3                                 | 16,3          | 16,3                 | 16,3            | 25,85            | 25,85            |
| Количество цилиндров               | 3               | 3            | 3            | 3            | 5               | 5                       | 5                        | 5            | 6                                    | 6             | 6                    | 6               | 6                | 6                |
| Ход поршня, мм                     | 2х120           | 2х120        | 2х120        | 2х120        | 2х120           | 2х120                   | 2х120                    | 2х120        | 2х120                                | 2х120         | 2х120                | 2х120           | 2х140            | 2х140            |
| Диаметр цилиндра, мм               | 120             | 120          | 120          | 120          | 120             | 120                     | 120                      | 120          | 120                                  | 120           | 120                  | 120             | 140              | 140              |
| Мощность л.с.                      | 280             | 400          | 500          | 600          | 580             | 700                     | 850                      | 1050         | 1000                                 | 1000          | 1200                 | 1400            | 1500             | 1800             |
| Габаритная мощность, л.с./м3       | 410             | 585          | 762          | 915          | 729,5           | 895                     | 1084                     | 1345         | 1124                                 | 1124          | 1350                 | 1574            | 1210             | 1450             |
| Удельная масса, кг/л.с.            | 3,03            | 2,1          | 1,6          | 1,33         | 1,8             | 1,47                    | 1,22                     | 0,99         | 1,18                                 | 1,22          | 0,98                 | 0,86            | 1,27             | 1,06             |
| Литровая мощность, л.с./л          | 34,4            | 49           | 61,3         | 73,6         | 42,8            | 52                      | 62,5                     | 77,2         | 75                                   | 75            | 73,8                 | 77              | 85               | 95               |